# 思捷環球

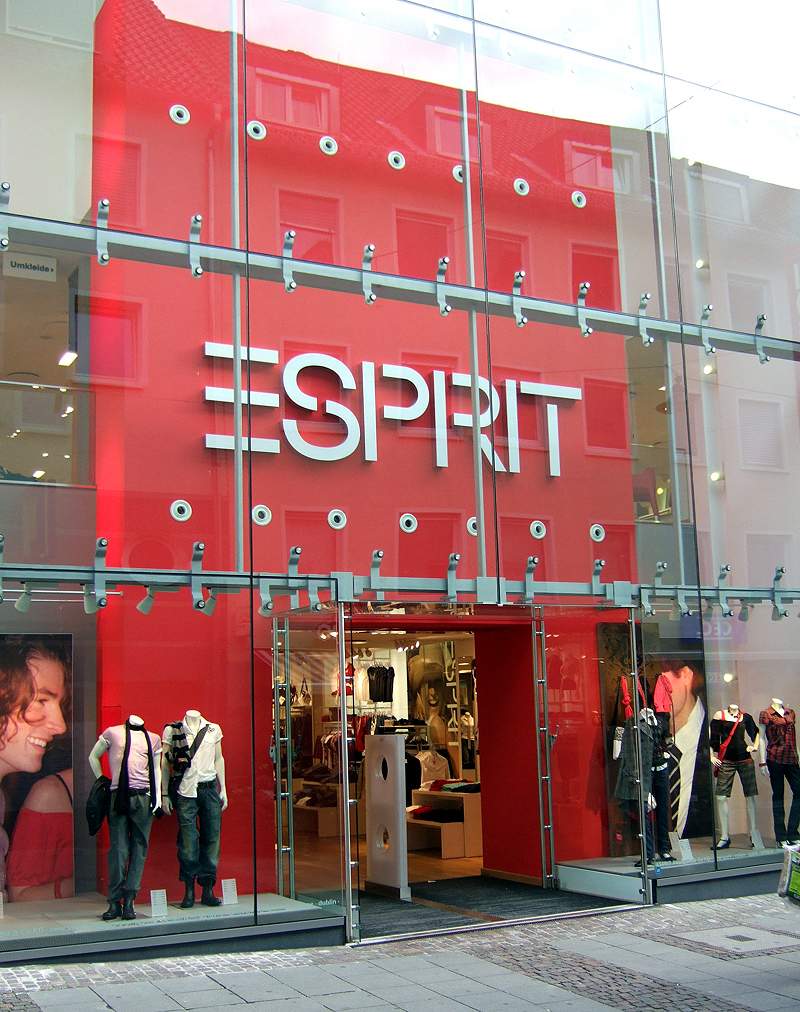
德國达姆施塔特的門市（更換形象前）

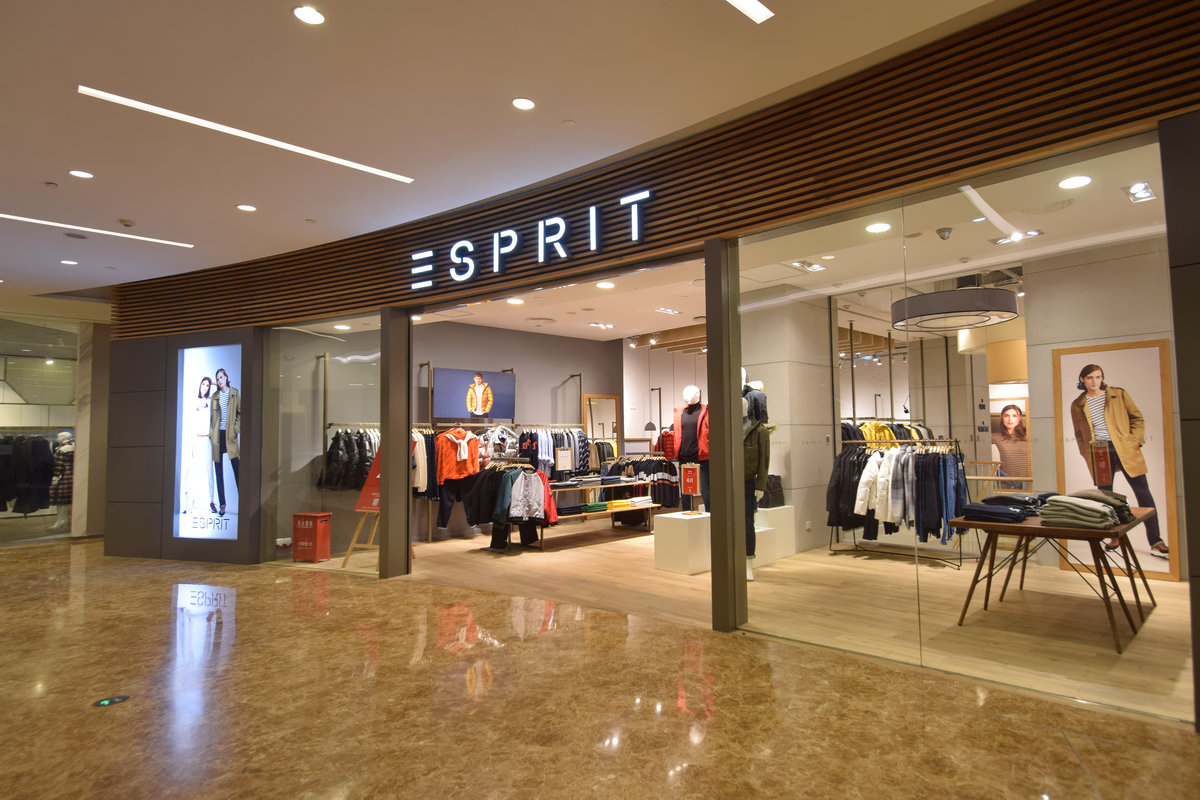
上海长宁来福士广场分店

思捷環球控股有限公司（Esprit Holdings Limited，港交所：0330）是一家在香港主板、德國及美國第二上市的企業。主要業務是設計、批授經營權、採購、製造、批發及零售「ESPRIT」品牌男女時裝、鞋、飾物、床上及家居用品，亦設有化妝品品牌「Red Earth」。公司在百慕達註冊。

## 歷史
ESPRIT品牌在1964年由蘇絲·羅素（Susie Russell，今Susie Tompkins Buell）及她當時的丈夫Douglas Tompkins，即品牌乐斯菲斯的創辦人在三藩市創立。1971年香港商人邢李源加入。1970年代末建立了以香港及德國為基地的生產與分銷網絡。「ESPRIT」現時的標誌在1979年由John Casado設計。
1989年，蘇絲·羅素與其丈夫離婚，Tompkins在1990年把股權出售。其後，Esprit Far East Group把其餘股權購入，並在香港組成思捷環球。
1993年12月9日，思捷在香港交易所上市，招股價為$3.7，其後歐洲市場發展良好，到1998年12月，思捷在倫敦証券交易所第2上市。
2001年，思捷購入「Red Earth」品牌。
2002年，購入思捷品牌的美國市場使用權，同年12月2日，思捷加入成為恆生指數成份股之一，取代當時香港主要地產恒隆集團及希慎興業，股價其後不斷上升，期間大股東邢李源卻不斷減持股份。
2007年，香港區營業額高達7.28億，股價曾升至123.5元，市值高達1715億元。
2009年12月17日，思捷環球以38.8億港元向華潤創業收購中國合資公司Tactical Solutions Incorporated（TSI）餘下51%權益。思捷環球是次收購的合營公司主要在中國獨家銷售「Esprit」及「Red Earth」商標產品，截至09年6月底，分別在中國大陸171個城市經營1112家店舖，包括345間自營店、767間特許經營店。合營公司在08年度營業額25.78億元，稅後淨溢利3.62億元；2009年上半年營業額12.63億元，稅後淨溢利1.1億元。完成交易後，思捷將全資擁有「Esprit」及「Red Earth」在中國大陸的銷售權。
「ESPRIT」於1980年代一度非常流行，在鼎盛時期世界40多個國家設有分店，是青少年最受追捧的國際知名服飾品牌之一。在1990年代大力發展歐洲業務作為本業，但到2008年金融海嘯後，開始變得不景氣，營業額開始下跌，加上未能夠適應零售市場的變化，2013年財政年度虧損近44億元，被剔出藍籌股之列。到2018年公布堪稱史上最差的中期業積，截至2017年12月31日的中期，收入繼續下滑至80.39億港元，並巨虧近10億港元。而思捷截至2018年12月底止中期業績，上半年度收入繼續下滑至67.7億元，中期虧蝕進一步擴大至17.7億元。
2008年，邢李源辭去思捷環球所有職務。2010年，邢氏沽清所有思捷股份，其後股價一直下跌。思捷決定結束持續虧損的北美洲業務外，同時策略性撤出西班牙、丹麥及瑞典的零售業務和額外關閉80家虧損店鋪。
2011年9月，因2010年業績不佳，2010年度營收年增0.1%至337.6億港元，但獲利年減98%至僅7,900萬港元，導致股價大跌19%。股價由歷史高價跌逾90%，是繼電訊盈科後跌幅最大的藍籌股。市值僅餘100多億港元。
2012年2月，思捷環球公佈中期業績按年倒退74%，但仍較市場預期為佳，股價在半日內逆市大幅反彈逾25%至半年高位，全日成交達12.6億元。股價由歷史低位反彈逾130%，市值單日恢復40多億港元。同年6月13日，行政總裁及執行董事 Ronald van der Vis因私人及家庭原因決定辭任，並表示有意發展其他事務。同年10月22日，以大比例、2供1進行供股，每股供股價8元，較前一天收市價12.44元折讓高達35.7%，集資最多52.46億元。到2013年被剔出藍籌股之列，業務亦一直走下坡。
2018年3月，由2012年起出任集團行政總裁的馬浩思將於6月起卸任，由曾任英國時裝品牌New Look行政總裁的Anders Kristiansen接替。同年11月公布重組計劃，計劃裁減近四成非前線員工及加速關閉歐洲及亞洲虧損店舖，同時將13隊職級團隊減至6隊，希望在2019/20財政年度起可節省20億元年度開支。
2020年3月28日，因應新冠肺炎疫情在歐洲大爆發，於德國6家子公司申請破產。
2020年4月27日，母公司思捷環球宣布關閉在亞洲所有56間零售店，包括香港、新加坡、馬來西亞、台灣及澳門。
2020年11月2日 ，思捷環球公布，債權人會議已按計劃於今年10月29日及30日（歐洲中部時間）在德國杜塞爾多夫破產法院召開。於債權人會議上，大多數債權人投票贊成並批准相關附屬公司的所有破產計劃。
2021年10月 , 思捷環球指出Daley Mark David因私人家庭事宜，已辭任公司執行董事﹑總裁兼行政總裁，及董事會轄下常務委員會成員，執行董事及營運總裁PAK William Eui Won將擔任臨時行政總裁職務。
2021年12月，思捷環球公布，委任前總警司WRIGHT Bradley Stephen為執行董事、董事會轄下風險管理委員會，和常務委員會成員。
2021年12月，思捷環球控股宣布，任命Sang Langill 為新產品開發總裁。

### 香港

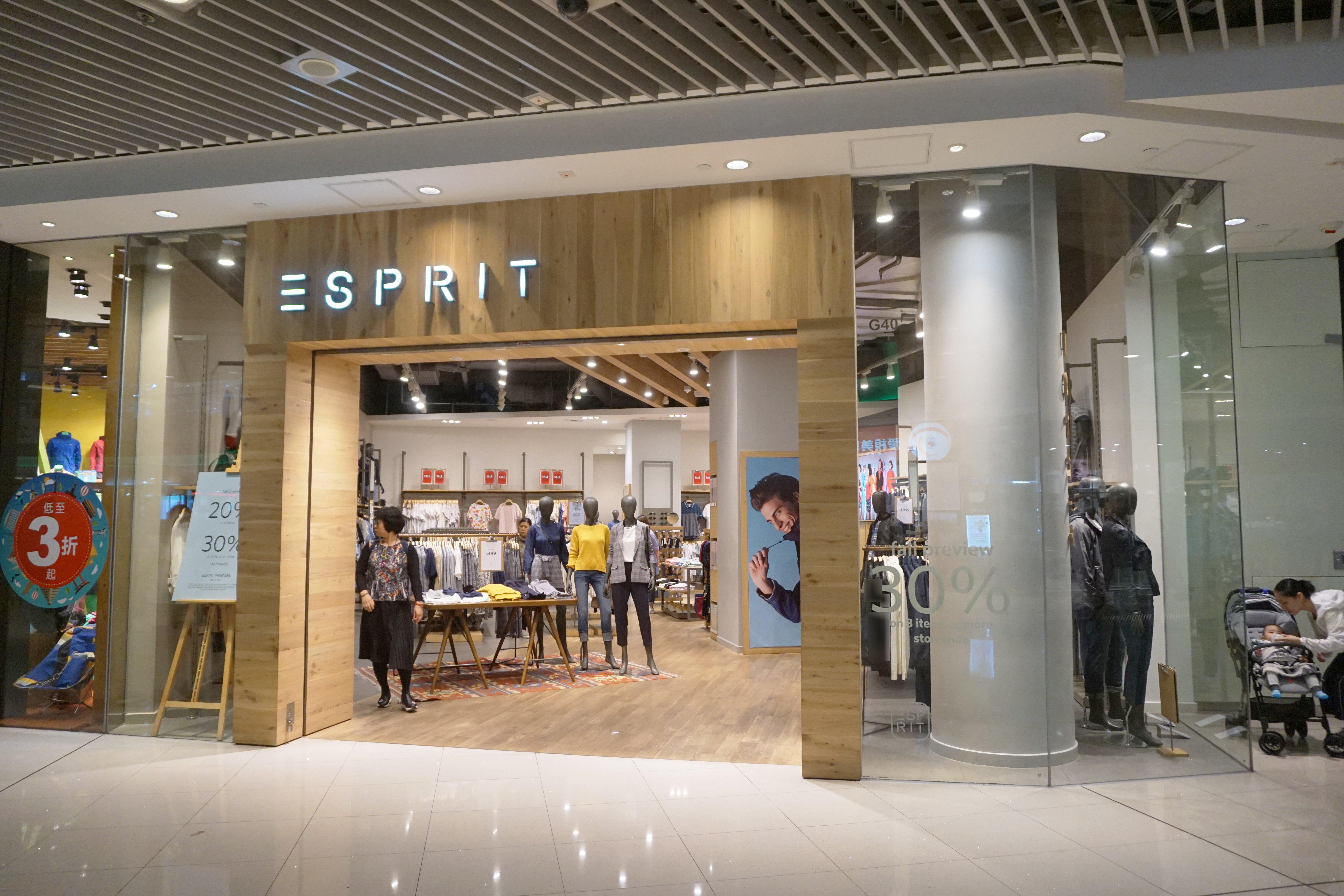
ESPRIT在香港大本型的分店

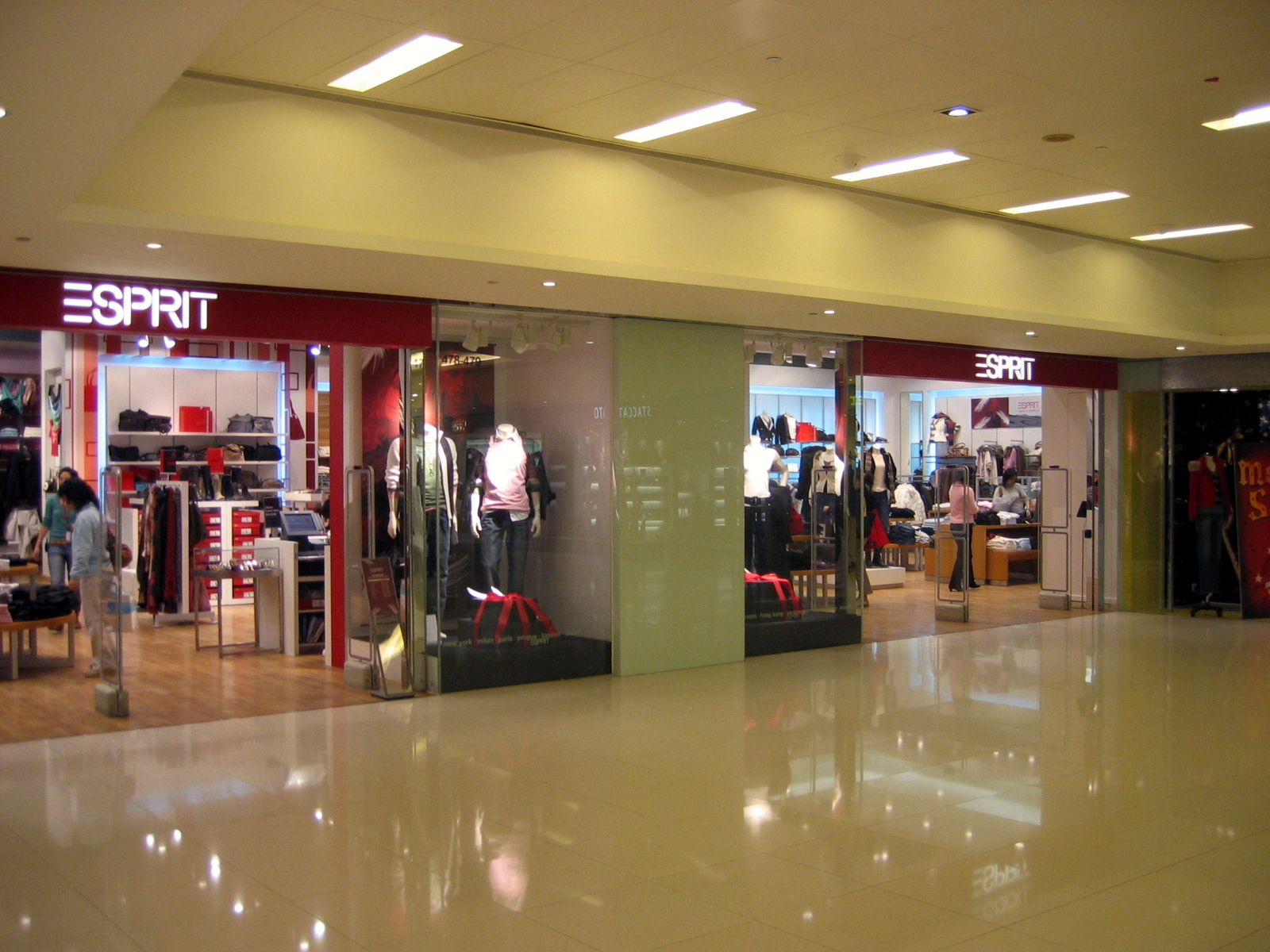
ESPRIT在香港新城市廣場的分店（更換形象前）

「ESPRIT」在香港銅鑼灣利舞台廣場設有旗艦店（已結業），除時裝 及家居用品外，亦曾經設有髮型屋「Salon Esprit」，但現已全線結業。
1980年代末，ESPRIT為本地人氣高企的潮流品牌，軟硬天師林海峰和葛民輝踏入娛樂圈前曾經一起在樓高3層的ESPRIT興發街總店擔任櫥窗設計，其後《車欠石更》專輯中作品《川保久齡大戰山本耀司》也唱到「永遠懷念興發街個間ESPRIT」。而他們主持電台節目《老人院時間》更故意將ESPRIT讀錯為「三SPRIT」。1987年，劉天蘭也擔任ESPRIT的形象總監，曾籌劃ESPRIT City Girl選舉。當時不少香港明星都喜歡其品牌衣著，如陳百強和張國榮等。
1999年，邢李源開設高檔髮型屋SALON ESPRIT，邀請請星級髮型師Kim Robinson坐鎮，開幕當日由梅艷芳和張國榮前來剪綵。高峯期在香港至少有六間分店，位於中環、尖沙咀、旺角和九龍塘等地區，結業前只餘下尖沙嘴及中環兩間分店。
2012年5月5日，旗下髮型屋SALON ESPRIT香港分店全線結業。同年8月，ESPRIT首家亞洲概念店8月11日在旺角文華商場地下及1樓舖啟業，地下面積約5000平方呎，連1樓8000平方呎，合共1.3萬平方呎，以每月250萬元租用，平均呎租約192元。
2018年4月，放棄續租自2014年起租用的銅鑼灣禮頓中心旗艦店，以節省每月200萬元的租金。同時關閉佔地兩萬呎尖沙咀旗艦店，以提高銷售效率。同年11月，將九龍灣總部4層辦公室減至1層。
2020年4月27日，母公司思捷環球宣布關閉在亞洲所有56間零售店，當中包括香港餘下的4間分店，有市民對公司撤走感突然及可惜，但同時認為品牌風格一成不變，價格也相比偏高下，變相沒有吸引力。

## 主要股東
- Lone Pine Capital LLC（12.56%）
- Total Market Limited（10.90%）
- Massachusetts Financial Services Company（"MFS"）（9.92%）
- Marathon Asset Management LLP（6.08%）
- Sanderson Asset Management LLP（5.00%）

## 外部連結
- Esprit官方網站 （页面存档备份，存于）
- Esprit的Facebook專頁
- Esprit的Instagram帳戶
- ESPRIT中国的新浪微博
- YouTube上的Esprit頻道